# Kathrine Chemnitz
Vilhelmine Else Kathrine Dorthe Chemnitz (geb. Josefsen; * 28. Juni 1894 in Qaqortoq; † 1. Dezember 1978 in Nuuk) war eine grönländische Frauenrechtlerin.

## Leben
Kathrine Chemnitz wurde als Tochter des Zimmermanns Kanuthus Pavia Hendrik Josva Peter Josefsen (1871–1944) und dessen Frau Juliane Ane Marie Dorthe Helene Kielsen (1871–1943) geboren. Kathrine begann 1914 als „Kiffaq“ zu arbeiten, also als grönländisches Dienstmädchen. Die dänische Familie, bei der sie angestellt war, nahm sie mit nach Dänemark, wo sie auf eine Haushaltsschule geschickt wurde. Mit dieser Ausbildung sollte sie später selbst an einer privaten Hausfrauenschule in Qaqortoq unterrichten. Am 25. August 1917 heiratete sie Jørgen Chemnitz (1890–1956). Das Paar bekam folgende Kinder:
- Marie Guldborg Chemnitz (1919–2003), Frauenrechtlerin
- Johanne Chemnitz (1921–?)
- Jørgen Hans Kristian Gustav Chemnitz (1923–2001), Intendant und Lehrer, verh. mit Gudrun Chemnitz (1928–2004)
- Lars Hans Jens Josva Chemnitz (1925–2006), Politiker und Lehrer
- Dorthea Flavia Chemnitz (1928–2016)
- Margrethe Marie Tabea Chemnitz (1930–?), verh. mit Kaj Narup (1926–1997), Eltern von Asii Chemnitz Narup (* 1954)

In den 1930er Jahren begann sie sich für bessere Hausfrauenbildung für Grönländerinnen zu engagieren. 1948 schrieb sie auch Artikel für die Atuagagdliutit, was für Frauen damals sehr unüblich war. Im selben Jahr wurde sie als einzige Frau in die Grønlandskommission gewählt, in der an der politischen, wirtschaftlichen und sozialen Entwicklung Grönlands gearbeitet wurde. Für ihre Arbeit in der Grønlandskommission erhielt sie 1950 die Kongelige Belønningsmedalje in Gold. 1955 wurden auf ihr Bestreben hin öffentliche Haushaltsschulen in Qaqortoq und Aasiaat eröffnet.
Sie gründete, ebenfalls 1948, eine Frauenvereinigung in Nuuk, der sie von da an auch vorstand. In den nächsten Jahren wurden auch in vielen anderen Orten Grönlands Frauenvereinigungen gegründet, die 1960 zum Arnat Peqatigiit Kattuffiat (APK) zusammengeschlossen wurden. Kathrine Chemnitz wurde zur ersten Vorsitzenden gewählt. Der APK setzte sich für die Ausbildung von Frauen in den Bereichen Haushaltsarbeit, Kinderpflege, Nähen und Kochen ein und veranstaltete gesellschaftliche Diskussionen für Frauen. 1965 trat sie mit über 70 Jahren als Vorsitzende zurück, engagierte sich aber weiterhin stark. Gemeinsam mit ihrer Schwiegertochter Gudrun Chemnitz setzte sie sich für die Errichtung einer Frauenhøjskole ein.
Kathrine Chemnitz starb 1978 im Alter von 84 Jahren in Nuuk.